# Vendico il tuo peccato
Vendico il tuo peccato (Obsession) è un film del 1949, diretto da Edward Dmytryk.

## Trama
Lo psichiatra pazzo Clive Riordan sorprende in casa propria la moglie Storm con il suo amante, l'amico comune Bill Kronin, e – dopo aver dichiarato alla coppia adultera, con convinzione, che ucciderà Bill – esce di casa con lui, puntandogli il revolver alla schiena: in tal modo, con questa tetra minaccia che verosimilmente potrebbe tramutarsi in realtà, egli è convinto di atterrire la moglie e di poter metter fine ai continui tradimenti di lei. Clive è sicuro che Storm – non volendo che le proprie infedeltà diventino di dominio comune e la propria bassa moralità venga messa apertamente in vista – non si rivolgerà alla polizia. Ed in effetti, dopo qualche giorno, quando la misteriosa sparizione di Bill è rilevata dal suo circolo di conoscenze, nonché dalla polizia, ed è pure assurta agli onori della stampa, nulla succede.
Ma Clive non ha ucciso Bill: lo tiene prigioniero, incatenato, in una stanza disabitata di un quartiere diroccato (probabilmente a seguito di bombardamenti della guerra da poco conclusasi) e non frequentato da chicchessia, non lontano dal suo studio medico. Clive infatti vuole commettere il cosiddetto "delitto perfetto": egli sa che probabilmente le indagini prima o poi potrebbero chiamarlo in causa in quanto amico dello scomparso, e si riserva – nel caso che il suo piano non funzioni - di sfuggire alla pena di morte per omicidio, presentando un Bill rapito, sì, ma non assassinato.
Ed in effetti le attenzioni di Scotland Yard, ad un certo punto – messe in moto da una lettera che l'ispettore Finsbury dice essere anonima, e poi con la collaborazione attiva di Storm – si rivolgono a Clive. Egli l'aveva previsto. Non aveva previso, però, che in base ad un paio di circostanze piuttosto fortuite la rete della giustizia stesse per stringersi su di lui. Clive cerca di porvi rimedio, ma è troppo tardi.